# Linia kolejowa Spychowo Wąskotorowe – Myszyniec
Linia kolejowa Spychowo Wąskotorowe – Myszyniec – zlikwidowana wąskotorowa linia kolejowa łącząca stację Spychowo Wąskotorowe ze stacją Myszyniec.

## Historia
Linia została otwarta 1 kwietnia 1915 roku. Rozstaw szyn wynosił 600 mm. W 1922 roku rozebrano tory na odcinku Rozogi - Myszyniec, które odbudowano w 1940 roku. 27 maja 1962 nastąpiło zamknięcie linii dla ruchu pasażerskiego i towarowego, a następnie ją rozebrano.